# Klasnići
Klasnići este o arie protejată (sit de importanță comunitară — SCI) din Croația întinsă pe o suprafață de 1,43 ha, integral pe uscat.

## Localizare
Centrul sitului Klasnići este situat la coordonatele 45°33′05″N 15°58′51″E / 45.551267°N 15.980868°E.

## Înființare
Situl Klasnići a fost declarat sit de importanță comunitară în iulie 2013 pentru a proteja un număr necunoscut de specii din flora spontană și fauna sălbatică aflate în arealul zonei.

## Biodiversitate
Situată în ecoregiunea continentală, aria protejată conține 1 habitat natural: Liziere de ierburi înalte hidrofile de câmpie și de nivel montan până la alpin.
La baza desemnării sitului se află un număr nedeclarat de specii protejate.